# Majdan (łucznictwo)

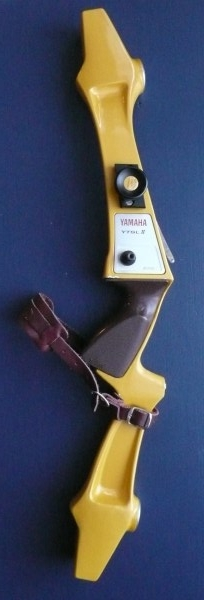
Majdan łuku sportowego

Majdan – jeden z najważniejszych elementów łuku. Miejsce, w którym znajduje się wyprofilowana rękojeść lub uchwyt do trzymania. Majdan może być zintegrowany bezpośrednio z ramionami (może stanowić integralną część łuku) lub może posiadać tzw. gniazda, w które wkłada się ramiona.
Dawniej majdany toczono i frezowano z drewna, jednak miały one słabe właściwości dynamiczne. Nowoczesne majdany do łuków sportowych wykonuje się w specjalnych technologiach odlewniczych, stosując zazwyczaj strzeżoną ścisłą tajemnicą mieszankę lekkich stopów metali lub, w tańszych wersjach, tworzyw sztucznych. Tak przygotowany majdan pokrywa się ozdobnymi warstwami lakieru. Majdany są bardzo podatne na uszkodzenia mechaniczne – większa rysa lub odprysk może zniszczyć strukturę wyważeniową odlewu, a co za tym idzie zmienić właściwości łuku (wynika to z tego, że podczas wielokrotnego napinania łuku na majdan działają ogromne siły przeciążeń i naprężeń).